# ماک آلبری
ماک آلبری (سوئدی: Mac Ahlberg؛ ۱۲ ژوئن ۱۹۳۱ – ۲۶ اکتبر ۲۰۱۲) کارگردان فیلم، فیلم‌نامه‌نویس و فیلم‌بردار اهل سوئد بود.
از فیلم‌هایی که وی در آن‌ها نقش داشته‌است، می‌توان به فلوسی، ژوستین و ژولیت، برگر خوب، پلیس بورلی هیلز ۳، فاصله قابل توجه، بازگشت دوست‌پسرم، اسکار، خانه، احیاگر، ترنسرها، انگل و گربه‌ها اشاره نمود.